# Microtasímetro
El microtasímetro es un aparato inventado por Edison y fundado en las variaciones de conductibilidad eléctrica del carbón bajo presión. 
Se compone esencialmente de un botón plano de carbón oprimido entre dos discos de platino provistos de apéndices entre los cuales se puede colocar un cilindro de una sustancia dilatable que actuará sobre el apéndice de cada uno de los discos como sobre un brazo de palanca para apretar el botón. Según que la compresión sea más o menos fuerte, la intensidad de la corriente que atraviesa el aparato experimenta variaciones que se pueden notar en el galvanómetro. Si la materia empleada se dilata bajo la acción del calor, el aparato permite medir las más ligeras variaciones de temperatura. Si por el contrario, la materia del cilindro interpuesto se deja accionar por la humedad como la gelatina, el aparato revelará los más leves cambios del estado higrométrico.